# أجسام إنكسارية

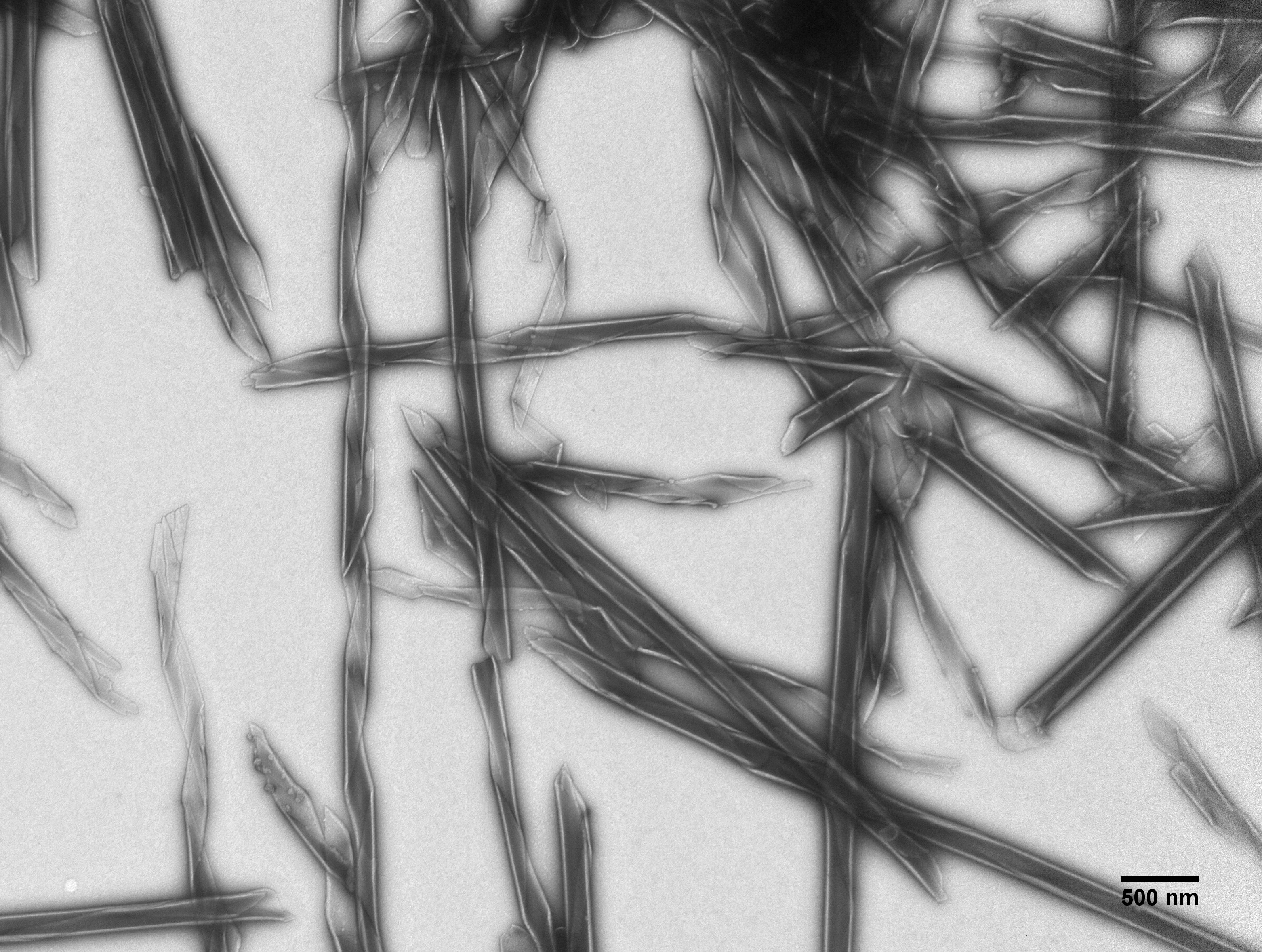

الاجسام الانكسارية  (بالإنجليزية: R bodies )‏ هي اختصار لكلمة (refractive bodies)والتي تعني الأجسام وهي مركب كثير الأركان في تركيبه الذي يتضمن البروتين المتشكل داخل السيتوبلازم للبكتيريا .
في البداية اكتشفت في جسيمات كابا تعيش داخل خلايا معايشة بكتيرية في أهداب البراميسيوم ومنذ ذلك الحين تم اكتشافها في مجموعة متنوعة من الأصناف .

## الوظائف
من وظائف الأجسام الانكسارية :
1- عندما تخزن جسيمات كابا من البراميسيوم القاتلة يتم ابتلاعها وتقوم الأجسام الانكسارية بالامتداد داخل فجوة الطعام الحمضية للبراميسيوم المفترسة تعمل على توزيع وتمزيق الغشاء مما يؤدي إلى تحرير محتويات الطعام من الفجوة إلى سيتوبلازم البراميسيوم فتتغذى جسيمات كابا ويتأثر البراميسيوم بشكل سريع ويؤدي إلى وفاته .
2- تقوم الأجسام الانكسارية بتنقية الطعام التي تعبر E-coli .